# Хесуита
Хесуита (исп. jesuita) — десерт распространенный в разных странах, название связано с христианским орденом иезуитов.
В Аргентине и Уругвае — это разновидность сэндвича с галетой или из сладкого слоёного теста, с расплавленным сыром и иногда ветчиной. В Португалии, на севере Испании и на юге Франции этот десерт также изготовляют из сладкого слоёного теста, но начиняют франжипаном и добавляют хлопья миндаля.

## История
В XIX веке в Германии готовили маленькие пирожные под названием нем. jesuitermützen  («иезуитские шляпы»), «пирожные, о которых ничего не рассказывается, кроме того, что они имитировали форму головного убора иезуитов» .

## Региональные варианты

Версия хесуита с сыром и ветчиной

### В Америке
В Аргентине хесуита или франсезито (исп. jesuíta, francesito) — это маленькое пирожное из слоеного теста прямоугольной формы (не более 10 см), запеченное с кусочком сыра сверху, а в некоторых случаях также с ветчиной.
Среди аргентинцев существует расхожее мнение, что этот десерт был завезен из Европы Обществом Иисуса и что именно отсюда происходит его имя. Однако его происхождение остается неизвестным, и не установлено, происходит ли десерт от одноименного европейского десерта, был ли создан на американской земле. Также неизвестно, был ли он создан иезуитами, или название было дано из-за сходства десерта со шляпой иезуитов (в европейской версии пирожного). Вероятно, это было сочетание выпечки, привезенной европейцами и андской гастрономии.
Десерт типичен для северо-запада Аргентины, то есть провинций Тукуман, Сальта и Сантьяго-дель-Эстеро, хотя он приобрел популярность и в остальной стране.
Является популярным и в Уругвае. В уругвайском варианте пирожное может быть покрыто слоем безе.

### В Испании и Франции
Возникший во французском Бордо, жезуит (фр. jésuite , /ʒezɥit/) — это небольшое треугольное пирожное из слоеного теста, глазированное и наполненное франжипаном. Название, вероятно, происходит от того факта, что первоначально эти пирожные покрывались пралине или шоколадной глазурью, делая их подобными шляпе с поднятыми полями, как у иезуитов.
В Испании они известны в основном в стране Басков, Кастилии и Леоне.

### В Португалии
Пирожные хесуита (порт. jesuíta) известны на севере Португалии, в районе Порто. Их появление в регионе связывают с кондитерской Pastelaria Confeitaria Moura в городе Санто-Тирсо, в получасе езды от Порто. Их рецепт привез пекарь из Бильбао, который был нанят этой кондитерской в 1892 году и с тех пор они изготавливаются по баскскому рецепту: слоеное тесто, наполненное «ангельскими волосами» (исп. cabello de ángel) (прозрачный нитевидный джем из тыквы), и сиропом.
По другой версии, хесуитас с заварным кремом издавна готовились в Португалии.